# West Africa Series 2019
El West Africa Series de 2019 fue la 1.ª edición del torneo de selecciones africanas de rugby.

## Equipos participantes
- Selección de rugby de Costa de Marfil
- Selección de rugby de Ghana
- Selección de rugby de Nigeria

## Posiciones
| Pos. | Equipo          | Encuentros | Encuentros | Encuentros | Encuentros | Tantos  | Tantos    | Tantos     | Puntos Bonus | Puntos Totales |
| Pos. | Equipo          | jugados    | ganados    | empatados  | perdidos   | a favor | en contra | diferencia | Puntos Bonus | Puntos Totales |
| ---- | --------------- | ---------- | ---------- | ---------- | ---------- | ------- | --------- | ---------- | ------------ | -------------- |
| 1    | Costa de Marfil | 2          | 2          | 0          | 0          | 37      | 26        | + 11       | 0            | 8              |
| 2    | Nigeria         | 2          | 1          | 0          | 1          | 28      | 27        | + 1        | 1            | 5              |
| 3    | Ghana           | 2          | 0          | 0          | 2          | 24      | 36        | - 12       | 1            | 1              |

Nota: Se otorgan 4 puntos al equipo que gane un partido y 2 al que empate
Puntos Bonus: 1 punto por convertir 4 tries o más en un partido y 1 al equipo que pierda por no más de 7 tantos de diferencia
|  | Campeón |

## Resultados
| 28 de julio | Ghana | 12 - 22 | Costa de Marfil |  |  |

| 31 de julio | Costa de Marfil | 15 - 14 | Nigeria |  |  |

| 3 de agosto | Ghana | 12 - 14 | Nigeria |  |  |